# Bertil Strandberg (konstnär)
Gustav Bertil Strandberg, född 8 juni 1917 i Lillhaga, Ljusdal, Hälsingland, död där 12 februari 1989, var en svensk målare.
Han var son till yrkesmålaren Olof Strandberg och Maria Englund och från 1948 gift med Anna Magnusson. Strandberg utbildade sig först till yrkesmålare men övergick i mitten av 1950-talet till att bli heltidskonstnär. Han studerade en period för Simon Sörman vid Académie Libre i Stockholm men var i huvudsak autodidakt. Han medverkade i samlingsutställningar arrangerade av Gävleborgs konstförening. Hans konst består av porträtt, figurmotiv och landskapsmålningar utförda i olja eller pastell.